# 23 Аугуст (Мехедінць)
23 Аугуст, Доуезеч-ші-Трей-Аугуст (рум. 23 August) — село у повіті Мехедінць в Румунії. Входить до складу комуни Маловец.

## Географія
Село розташоване на відстані 265 км на захід від Бухареста, 12 км на північний схід від Дробета-Турну-Северина, 93 км на північний захід від Крайови.

### Клімат
| Клімат 23 Аугуста       | Клімат 23 Аугуста | Клімат 23 Аугуста | Клімат 23 Аугуста | Клімат 23 Аугуста | Клімат 23 Аугуста | Клімат 23 Аугуста | Клімат 23 Аугуста | Клімат 23 Аугуста | Клімат 23 Аугуста | Клімат 23 Аугуста | Клімат 23 Аугуста | Клімат 23 Аугуста | Клімат 23 Аугуста |
| Показник                | Січ.              | Лют.              | Бер.              | Квіт.             | Трав.             | Черв.             | Лип.              | Серп.             | Вер.              | Жовт.             | Лист.             | Груд.             | Рік               |
| Середній максимум, °C   | 1,5               | 4,2               | 10,0              | 17,3              | 22,9              | 26,2              | 28,5              | 28,2              | 24,5              | 17,7              | 9,6               | 3,5               | 16,2              |
| Середня температура, °C | −2,3              | −0,1              | 4,7               | 11,1              | 16,6              | 19,8              | 21,9              | 21,3              | 17,4              | 11,1              | 5,0               | 0,1               | 10,5              |
| Середній мінімум, °C    | −5,6              | −3,3              | 0,7               | 5,7               | 10,9              | 13,8              | 15,7              | 15,3              | 11,8              | 6,2               | 1,6               | −2,5              | 5,9               |
| Днів з опадами          | 7                 | 7                 | 7                 | 8                 | 9                 | 8                 | 6                 | 5                 | 5                 | 4                 | 8                 | 7                 | 81                |
| ----------------------- | ----------------- | ----------------- | ----------------- | ----------------- | ----------------- | ----------------- | ----------------- | ----------------- | ----------------- | ----------------- | ----------------- | ----------------- | ----------------- |
| Джерело: www.yr.no      |                   |                   |                   |                   |                   |                   |                   |                   |                   |                   |                   |                   |                   |

## Населення
За даними перепису населення 2002 року у селі проживали 385 осіб.
Національний склад населення села:
| Національність | Кількість осіб | Відсоток |
| -------------- | -------------- | -------- |
| румуни         | 364            | 94,5 %   |
| цигани         | 20             | 5,2 %    |

Рідною мовою назвали:
| Мова      | Кількість осіб | Відсоток |
| --------- | -------------- | -------- |
| румунська | 365            | 94,8 %   |
| циганська | 20             | 5,2 %    |